# A–90 Orljonok
Az A–90 Orljonok (Орлёнок, magyarul: „sasfióka”) a szovjet Központi Szárnyashajó Tervezőintézet által az 1970-es években, a Szovjet Haditengerészet számára kifejlesztett teherszállító határfelület-repülőgép, tervezője Rosztyiszlav Jevgenyjevics Alekszejev. Ez lett a világ legelső hadrendbe állított ekranoplanja, mindössze öt darab épült belőle, 1993-ban kivonták az Orosz Haditengerészet hadrendjéből.

## Története
A típus nem hagyományos értelemben vett repülőgép, amelynek szárnyán keletkező felhajtóerő lévén emelkedik a levegőbe, hanem úgynevezett határfelület-repülőgép, mely a párnahatás elvét érvényesítve képes a levegőbe emelkedni. Kis terjedtségű, erre a célra kialakított szárnya alá szorul be az alapvetően meleg levegő, amelyet a szárnyprofil által létrehozott felhajtóerő is segít. Azonban a párnahatás nélkül nem lenne képes repülni, ezért hatómagassága meglehetősen kicsi, felszínközeli repülőgép.
A Szovjet Haditengerészet parancsnoksága az 1960-as években nagy érdeklődést mutatott a nagy sebességű, nagy hasznos terhelésű repülőgépek iránt. A Központi Szárnyashajó Tervezőintézet egyike volt azon tervezővállalatoknak, amelyek ezen titkosnak minősített kutatóterületeken tevékenykedett, melyekről a mai napig kevés információ jutott napvilágra a Szovjetunió szétesése óta.
Alekszejev főkonstrüktőr több kísérleti változattal foglalkozott már az 1960-as években, melyek közül a Luny osztályú ekranoplánt (Лунь, más nevén a Projekt 903) meg is építették. Az 1970-es évek elején a tervezőcsapat egy közepes méretű szállítógépen dolgozott, melynek a „sasfióka” becenevet adták (Орлёнок). Az első példányt SZ–23 jelzéssel látták el, amelyet a Volgán teszteltek 1972 őszén, majd a következő évben szétszerelték és átszállították a Kaszpi-tengerre a tesztsorozat folytatására. Két évvel később, 1975-ben a gép összetört, melyet a vizsgálatok szerint a testben alkalmazott ötvözőanyagok elégtelen minősége okozott. A többi megépített példányban különféle anyagokkal kísérleteztek, az optimális megtalálása érdekében.
Összesen öt példány épült meg (a 4-ből 1 db teljes átépítésével):
1. Egy nem repülő, statikus tesztekre használt gép, melyet később szétvágtak.
2. SZ–23, repülési tesztekre használt változat, amely 1975-ben összetört.
3. SZ–21, amely az SZ–23 újjáépítésével született, 1978-ban fejezték be, egy 1992-es repülőesemény során megsemmisült.
4. SZ–25, 1979-ben készült el, 1993-ban kivonták.
5. SZ–26, 1980-ban készült el, 1993-ban kivonták.

Katonai szolgálatba 1979-ben állt. A közepes hatótávolságú RSZD–10 Pionyer (NATO-kódja: SS–20 Saber) rakéta vízi szállítóeszközeként is alkalmazni kívánták, erre azonban tömegesen nem került sor az aktív példányok csekély száma miatt (3 db). A három prototípus üzemeltetése kedvező hatással volt a szovjet hadvezetésre: a Szovjetunió védelmi minisztere Dmitrij Fjodorovics Usztyinov támogatta az ekranoplan-flotta – köztük a 120 darabos A–90-flotta – felállítását, azonban 1984-es halála megpecsételte a tervet. Az új védelmi miniszter, Szergej Leonyidovics Szokolov lezárta a tervezetet és a felszabadult összeget a hadászati atomtengeralattjáró-flotta fejlesztésére fordították. A három, folyamatos szolgálatot teljesítő prototípus – az SZ–21 (1992), SZ–25, SZ–26 – 1993-ig szolgálatban maradt. A megmaradt két gép 2007-ig a kaszpi-tengeri tengerészeti bázison volt bontott állapotban tárolva. 2007 májusában megkezdték a Volgán felúsztatásukat és a moszkvai haditengerészeti múzeumba kerültek.

## Kialakítása
A repülőgép csónaktestű, gyakorlatilag egy repülőcsónak is lehetne, viszont szárnyfesztávolsága meglehetősen kicsi, a teljes hossz felénél némileg nagyobb. Alsószárnyas, a belépőéle 75°-os, a kilépőéle 90°-os szöget zár be a hossztengellyel. Az orrban kétoldalt egy-egy kétáramú gázturbinás sugárhajtóművet helyeztek el, melyek beömlőnyílásai a kabin előtt, kiömlőnyílásai pedig a mögött lettek kialakítva úgy, hogy a kiáramló forró égésgázok a szárny alatti felületre irányuljanak, beszorulva az alá, felhajtóerőt hozva létre. A gázturbina 13–15°-os szögben került beépítésre a vízszinteshez képest (a 13° valószínűbb). A függőleges vezérsík tetején került elhelyezésre a vízszintes vezérsík „T-elrendezésben”, melynek belépőéle 45°-os, kilépőéle pedig 60°-os szöget zár be a hossztengellyel. A vezérsík–farok csomópontba építették be a Kuznyecov NK–12 típusú kétkoszorús légcsavaros gázturbinát, amely a gép előrehaladásához szükséges vonóerőt nagy részben szolgáltatja. A függőleges vezérsík belépőéle 40°-os, kilépőéle pedig 48°-os szöget zár be a vízszintes hossztengellyel.
A törzsszerkezet anyaga acélötvözet, keresztfőtartók és hosszmerevítők térbeli rendszere fémlemez borítással. Az alsó, vízzel érintkező rész korrózióvédelmét egyrészt elektrokémiai eljárásokkal oldották meg, másrészt a vízvonal alatti részt olyan speciális festékkel festették le, amely megakadályozta a vízi élőlények megtapadását a felületen.
Többnézeti rajzok és fotók szerint a repülőgép rendelkezett behúzható tandem futóművel, melyek a törzs alján kerültek kialakításra, illetve a törővégi úszókban elhelyezett behúzható kerekek stabilizálták a szárazföldön való haladást. A csónakgerincben a törzs mögött két duplakerekű futószár, míg a szárny alatti részen pedig négy ugyanilyen futószár kapott helyet. Mind a hat behúzható, független felfüggesztésű. Ezzel a futóművel, esetleg sítalpakkal kiegészítve, a gép bármilyen felületre képes leszállni (víz, hó, jég, beton). A gép rossz látási viszonyok közötti biztonságos leszállását a pilótafülke előtt az oldalakon elhelyezett, behúzható leszállóreflektorok segítik.
A gép törzsből kihajtható indítóhajtóművel és segédhajtóművel (TL–BL, ТЛ-бЛ) is rendelkezik, a mellső gázturbinák gázsugarai két irányban kis mértékben eltéríthetőek: lefelé a szárny alá, ha a felszálláshoz szükséges párnahatást kell létrehozni, illetve a szárny felső felületére, ha az utazósebességet kell elérni és tartani. A kétkoszorús légcsavar átmérője 6 méter. Üzemanyagtartályok jelentős része a szárnytőben és a szárnyban kaptak helyet. A gép fel van szerelve egy nagy felbontóképességű rádiólokátorral az orrban, illetve egy árbócra szerelt felderítőlokátorral a gépágyútorony mögött, a repülésbiztonsághoz szükséges navigációs fényekkel, valamint a hajózáshoz szükséges navigációs berendezésekkel és horgonyokkal is (a horgonynyílások fedettek), továbbá személyzeti mentőberendezésekkel, gumicsónakokkal egyaránt rendelkezik.
A tehertér hossza 28 méter, szélessége 3,4 méter és magassága 4,5 méter (428,4 m³). A törzsben kialakított tehertér rakodása az orr-rész jobb oldalra való kinyitásával lett lehetséges, körülbelül 150 katonát, vagy ezzel egyenértékű rakománytömeget volt képes szállítani. A pilótafülkében, illetve a nyitható orrszekcióban hat fő számára építettek ki helyet: pilóta, másodpilóta, fedélzeti mérnök, navigátor, rádiós és a tüzér. Teherszállítás esetén a tehertérben még két főt helyeztek el, ezek feladata a rakomány felügyelete volt.
Menekülési útvonalként mindkét oldalon ajtót helyeztek el a szárnytetőre, illetve a pilótafülkét is tetőajtókon keresztül lehetett elhagyni. A szárny hátsó részén (kilépőélén) csűrőlapokat és fékszárnyakat egyaránt kialakítottak, a kilépőél felülete összesen öt részből áll. A csűrőlap -10° és +42° között téríthető ki, a fékszárny -70°-ig. A vízszintes vezérsík „T-elrendezésű” a jobb hatásfok érdekében, rajta a kormányfelületek négy részre vannak osztva. A függőleges vezérsík oldalkormánylapja is osztott, két részből áll.
A pilótafülke mögött egy forgatható önvédelmi, légvédelmi gépágyúállás lett kialakítva (valószínűleg 2-4 db 23 mm-es gépágyú), illetve a személyzet egyéni kézifegyverei.

### Videók
- Orlyonok A 90. YouTube
- A-90 Orlyonok. YouTube
- A-90 Orlyonok (Eaglet) WIG. YouTube [halott link]